# وقاصلوي عليا
وقاصلوي عليا هي قرية في مقاطعة أرومية، إيران. يقدر عدد سكانها بـ 563 نسمة بحسب إحصاء 2016.